# Platynectes nanlingensis
Platynectes nanlingensis är en skalbaggsart som beskrevs av Stastný 2003. Platynectes nanlingensis ingår i släktet Platynectes och familjen dykare. Inga underarter finns listade i Catalogue of Life.